# ARA Comodoro Rivadavia (Q-11)
El ex buque hidrográfico ARA Comodoro Rivadavia (Q-11) (BHCR) fue un hidrográfico de la Armada Argentina asignado al Servicio de Hidrografía Naval (SHN). Fue puesto en gradas en 1971, botado en 1972 y entregado en 1974. Fue el segundo buque de la fuerza en llevar el nombre del comodoro Martín Rivadavia.

## Construcción y características
El Comodoro Rivadavia fue construido por el astillero Mestrina de Tigre, Buenos Aires. Fue puesto en gradas el 17 de julio de 1971 y botado el 2 de diciembre de 1972. Fue entregado a la Armada Argentina el 6 de diciembre de 1974.
El buque desplaza 609 toneladas con carga estándar y 667 t con carga completa. Su eslora mide 52,2 metros, su manga 8,8 m y su calado 2,6 m. Es impulsado por dos motores diésel Werkspoor Stork RHO-218K de 1160 hp, que permiten al buque alcanzar la velocidad de 12 nudos (22 km/h).

## Sistemas hidrográficos
- Navegador satelital diferencial (DGPS) para posicionamiento de precisión de la unidad
- Tres sondas, una de ellas portátil para detección de objetos
- Plóter para confección de planos batimétricos
- Fax-módem - para recepción de cartas meteorológicas
- Bote semirrígido de 5,6 m de eslora, motor de 70 HP, dotado de Navegador satelital DGPS y computadora con programa "Hidronav"[2]

## Servicio operativo
Participó en campañas antárticas y de investigaciones.
En mayo de 1998 brindó asistencia a los afectados por las inundaciones en el litoral provocadas por el fenómeno El Niño, llevando a bordo infantes de marina y cocinas de campaña.

### Década de 2010
La unidad se mantiene realizando diversas navegaciones científicas, como la colaboración al Plan Cartográfico Nacional, a través de relevamientos batimétricos en rutas navegables.
En julio de 2013 participó de la búsqueda de un tripulante del pesquero Virgen María, desaparecido en alta mar.
En septiembre de 2014, la nave utilizó su instrumental hidrográfico para colaborar en un ejercicio SARSUB con el submarino Salta.

## Baja
Fue declarado en condición de desuso y puesto en venta por subasta pública el 5 de septiembre de 2024.